# Шахиншехр
Шахинше́хр или Шахи́н-Шехр (перс. شاهین‌شهر‎) — город в центральном Иране, в провинции Исфахан. Административный центр шахрестана Борхар-э-Мейме. Пятый по численности населения город провинции.

## География
Город находится в юго-западной части Исфахана, в гористой местности восточных склонов Загроса, на высоте 1585 метров над уровнем моря.
Шахиншехр расположен на расстоянии приблизительно 15 километров к северо-западу от Исфахана, административного центра провинции и на расстоянии 305 километра к югу от Тегерана, столицы страны.

Климат аридный, с годовым количеством осадков 210 мм.

## Население
По данным переписи, на 2006 год население составляло 126 070 человек; в национальном составе преобладают персы, в конфессиональном — мусульмане-шииты. Также в городе проживают ассирийская и армянская общины.
| 1986   | 1991   | 1996   | 2006    | 2012    |
| ------ | ------ | ------ | ------- | ------- |
| 49 312 | 62 592 | 84 827 | 126 070 | 154 634 |

## История
Город был основан в 1971 году. Сюда переселялись беженцы из остана Хузестан, которые были вынуждены покинуть свои дома в ходе Ирано-иракской войны.

## Экономика
Шахиншехр — крупный региональный экономический и промышленный центр. В городе есть нефтеперерабатывающий завод, ряд предприятий нефтехимической, химической и авиационной промышленности. Также в городе расположены офисы нескольких нефтедобывающих компаний.